# 城口薹草
城口薹草（学名：Carex luctuosa）是莎草科薹草属的植物，为中国的特有植物。分布于中国大陆的甘肃、陕西、四川等地，生长于海拔1,200米至2,600米的地区，一般生长在山坡水边、湿地和路边草地，目前尚未由人工引种栽培。

## 异名
- Carex luctuosa Franch. f. brevisquama K. T. Fu
- Carex luctuosa Franch. f. mucronata K. T. Fu